# Binaria a eclisse

Animazione di una binaria a eclisse; in basso la curva di variazione dell'intensità dell'emissione luminosa

In astronomia, una binaria a eclisse è una stella binaria in cui il piano orbitale delle due stelle si trova così ben allineato con la linea di vista dell'osservatore che le due componenti mostrano eclissi reciproche. Se un tale sistema è anche una binaria spettroscopica e la sua parallasse è conosciuta, esso può essere analizzato in grande dettaglio.
Le binarie a eclisse sono anche stelle variabili (e dette quindi variabili a eclisse), non perché le singole stelle siano variabili, ma a causa delle eclissi. Tra gli esempi più famosi c'è la stella Algol (β Persei), chiamata la stella del diavolo dagli arabi, che con tutta probabilità avevano notato la sua variabilità.
La curva di luce di una binaria a eclisse è caratterizzata, per alcuni tipi (EA), da estesi intervalli di luminosità praticamente costante, con cadute periodiche di intensità, per altri la luminosità non è mai costante (EB,EW). Se una delle stelle è più grande dell'altra, quest'ultima subirà un'eclisse totale mentre la prima mostrerà un'eclisse anulare.
Il periodo dell'orbita di una binaria a eclisse può essere determinato dallo studio della curva di luce, e la grandezza relativa delle due stelle può essere trovata, prendendo come unità il raggio dell'orbita, osservando quanto velocemente la luminosità cambia quando i due dischi stellari si sovrappongono. Se è anche una binaria spettroscopica gli elementi orbitali possono essere trovati completamente, e la massa delle stelle può essere facilmente determinata.